# Libanização
Libanização é um termo político pejorativo que significa o processo de degeneração de um país em uma guerra civil ou um estado falido, usado pela primeira vez pelo presidente israelense Shimon Peres em 1983, referindo-se à minimização da presença de Israel no Líbano na sequência da invasão israelense do Líbano de 1982. É comparável à balcanização, mas ocorre sem secessão, dentro das fronteiras de um país.
O termo faz referência aos anos da Guerra Civil Libanesa (1975-1990), quando para além da existência de um governo central muito débil, mas que apresentava alguns sinais de vitalidade, as milícias dos diferentes partidos libaneses tinham o controle efetivo de diversas regiões do país, atribuindo a representação da população e a manutenção de uma relativa "ordem".